# Psychotria asae
Psychotria asae är en måreväxtart som först beskrevs av Carl Ernst Otto Kuntze, och fick sitt nu gällande namn av Ined.. Psychotria asae ingår i släktet Psychotria och familjen måreväxter. Inga underarter finns listade i Catalogue of Life.